# John Stamos
John Phillip Stamos (Cypress (Californië), 19 augustus 1963) is een Amerikaans acteur.

## Biografie
John is de zoon van Bill Stamos, wiens ouders uit Griekenland kwamen, en Loretta Phillips. Hij heeft twee jongere zusjes.
Begin jaren tachtig heeft hij gedatet met Demi Moore. Later kwam Full House-collega Lori Loughlin en daarna had hij een relatie met Paula Abdul. In december 1997 verloofde hij zich met Rebecca Romijn, met wie hij op 19 september 1998 in het huwelijk trad. Op 1 maart 2005 scheidden ze.
Stamos begon zijn carrière in de soap General Hospital (1982-1984). Zijn grote doorbraak kwam in 1987 met de serie Full House, die tot 1995 liep. In 2005-2006 speelde hij de hoofdrol in de serie Jake in Progress en van 2005-2009 speelde hij Tony Gates in de ziekenhuisserie ER. Stamos is ook een actief muzikant, hij speelt onder meer gitaar en drums. Op 3 juni 2017 trad hij met The Beach Boys (Mike Love en Bruce Johnston) op in Raalte bij het Ribs & Blues Festival en een dag later in het nieuwe Luxor in Rotterdam.
Op 16 november 2009 ontving Stamos een ster op de beroemde Hollywood Walk of Fame.

### Full House
In de serie Full House was Stamos alle acht seizoenen te zien als de wat ruigere "Jesse Katsopolis", die samen met zijn vriend en zijn zwager drie jonge kinderen opvoedt. In de serie heeft hij ook een aantal keren opgetreden met zijn band The Rippers.
In de serie zijn Michelle Tanner (gespeeld door de tweeling Mary-Kate en Ashley Olsen) en Jesse al snel de beste vrienden. Dat was in het echt ook zo: toen de ouders van de meiden gingen scheiden belden ze vaak met John. In het zesde seizoen zou Mary-Kate of Ashley de show moeten verlaten, maar Stamos zorgde ervoor dat ze toch samen verder mochten spelen.
In 2016 kwam er een vervolg van de serie uit, geproduceerd door Netflix, getiteld Fuller House. Stamos keerde, net als alle andere acteurs (afgezien van Mary-Kate en Ashley Olsen, die Michelle speelden) terug in zijn rol van "Jesse Katsopolis". Ook regisseerde hij een aantal afleveringen. In 2019, na vier seizoenen, werd bekend dat het vijfde seizoen het laatste zou worden en in 2020 werden de laatste afleveringen op Netflix uitgezonden.

### Glee
John Stamos is ook te zien geweest in het tweede seizoen van de televisieserie Glee (2010-2011). Hij speelde hierin tandarts Carl Howell, de vriend van Emma (Jayma Mays). In de aflevering Rocky Horror Picture Show doet hij mee aan het nummer Hot Patootie - Bless My Soul

### Overig
Van 2018 tot en met 2019 vertolkte Stamos de rol van Dr. Nicky in de Netflix-serie You.
- Bibliothèque nationale de France: cb139387118 (data)
- Gemeinsame Normdatei: 1080327266
- International Standard Name Identifier: 0000 0000 7839 3490
- Library of Congress Control Number: no2002066646
- MusicBrainz: 44f34fb6-f759-41ec-b1f4-cb5e5928a04f
- Nationale Bibliotheek van Tsjechië: xx0209016
- SNAC: w6gp10dt
- Système universitaire de documentation: 223433829
- Virtual International Authority File: 46950574
- WorldCat: E39PBJpJgVpxd4yYQ6xrd4hWDq